# Mandarin (boisson)
Pour les articles homonymes, voir Mandarin.
Le Mandarin est un ancien apéritif à base de mandarines, créé dans les années 1910.

## Historique
Le Mandarin a été produit par la maison Cusenier (rachetée par Pernod Ricard) jusqu'au début des années 2000. On en trouve mention dès le milieu des années 1910. Son nom vient de sa couleur orangée rappelant celle de la tenue des bonzes et des mandarins de l'ancienne Chine[réf. nécessaire]. Un slogan publicitaire pour ce produit était « Mandarin, apéritif cordial » . Le mot « mandarin » est devenu un nom commun pour désigner un « apéritif à base d'extrait de mandarine ».

## Utilisation
L'apéritif le mandarin a servi de base à la préparation de cocktails qui prennent le nom de l’ingrédient rajouté : mandarin-citron, mandarin-curaçao, etc. 

## Littérature
- 1925 : dans le Beau Môme de Marc Olanet, au début le personnage principal commande au bistro un « mandarin-curaçao » en précisant de bien le tasser pour un tuberculeux.

## Au cinéma
- 1931 : dans le film Marius de Marcel Pagnol, il est cité, sous la forme « mandarin-citron », par Honorine avant la préparation du « Picon-citron », dans la fameuse scène du « verre à quatre tiers » avec Pierre Fresnay[5],[6].
- 1937 : Fernandel commande un mandarin citron dans le premier quart d'heure du film François Ier : « un mandarin-citron bien tassé avec un zeste ».
- 1959 : dans Archimède le clochard, c'est l'apéritif que choisit de boire Monsieur Grégoire (Paul Frankeur), patron du café Aux Trois Chandelles, pour fêter la cession de son affaire au nouveau propriétaire, Monsieur Pichon (Bernard Blier) : « J'ai inauguré cette maison sur un mandarin, je la quitterai sur un mandarin. »
- 1965 : c'est la boisson favorite de Monsieur Léon Hautepain (Louis de Funès) dans Les Bons Vivants. Lors de l'achat du réfrigérateur de la maison Hautepain, le mandarin figure en bonne place à côté du champagne et de l'anisette.

- 1981 : c'est l'apéritif commandé par Philippe Noiret dans une scène du film Coup de torchon de Bertrand Tavernier.
- 1986 : dans le film Manon des sources de Claude Berry, on aperçoit un panneau publicitaire Mandarin au mur du café du village.
- 1994 : dans le film Quatre mariages et un enterrement, une publicité pour la boisson apparaît sur le mur, derrière Andie MacDowell, dans la scène du bar, avec Hugh Grant.